# Представлення алгебри Лі
Представленням алгебри Лі (або, зображенням алгебри Лі) називається гомоморфізм із алгебри Лі {\displaystyle L} у повну лінійну алгебру перетворень деякого векторного простору {\displaystyle V} над полем {\displaystyle K},
{\displaystyle \varphi \colon L\to {\mathfrak {gl}}(V)},
де {\displaystyle {\mathfrak {gl}}(V)} – це алгебра Лі асоційована до асоціативної алгебри ендоморфізмів векторного простору {\displaystyle V}, {\displaystyle {\mathfrak {gl}}(V):=\mathrm {End} (V)^{(-)}}.

## Приклади представлень алгебр Лі
Важливим прикладом представлення є приєднане представлення алгебри Лі {\displaystyle \mathrm {ad} \colon L\to {\mathfrak {gl}}(L)}. Це представлення зіставляє елементу {\displaystyle x\in L} оператор {\displaystyle \mathrm {ad} \;x}, що діє на елементи з {\displaystyle L} за правилом {\displaystyle \mathrm {ad} \;x(y)=[x,y]}.